# 北松里駅
北松里駅（プクソンリえき、朝鮮語: 북송리역）は、朝鮮民主主義人民共和国平安南道安州市にある駅で、价川線に属する。

## 歴史
- 1916年5月13日：開業[1]。

## 隣の駅
价川線
安州駅 - 北松里駅 - 延豊駅